# Tom Clancy’s Splinter Cell: Conviction
Tom Clancy’s Splinter Cell: Conviction – komputerowa skradanka wyprodukowana i wydana w kwietniu 2010 przez Ubisoft. Jest to szósta część serii Splinter Cell, w której gracz wciela się w rolę agenta Sama Fishera.
Akcja gry rozgrywa się wokół poszukiwania winnych morderstwa córki bohatera.
Oprócz trybu gry jednoosobowej gra dysponuje trybem kooperacji dla dwóch graczy, w której wciela się w rolę amerykańskiego agenta Archera i jego rosyjskiego kompana: Kestrela.
Inspirację do gry twórcy czerpali między innymi z serialu 24 godziny oraz filmów: Tożsamość Bourne’a i Uprowadzona.